# Nadoraz: Příběh The Velvet Underground
Nadoraz: Příběh The Velvet Underground (v anglickém originále Uptight: The Velvet Underground Story) je kniha anglického spisovatele Victora Bockrise a amerického všestranného umělce Gerarda Malangy. Pojednává o americké experimentální hudební skupině The Velvet Underground, s níž byl Malanga v šedesátých letech v přímém kontaktu. Kniha původně vyšla v roce 1983 (nakladatelství Omnibus Press), později (1995) byla vydána v aktualizované verzi. Bockris později napsal také životopisné knihy o dvou stěžejních členech této kapely: Lou Reedovi (Transformer: The Lou Reed Story) a Johnu Caleovi (What's Welsh for Zen; jde o Autobiografickou knihu, jež Bockris redigoval). Kniha sestává z rozhovorů se členy kapely, stejně jako s různými dalšími lidmi, kteří se skupinou byli v blízkém kontaktu. Kytarista Sterling Morrison, jeden ze členů skupiny, prohlásil, že se mu kniha líbí a je ohromen jejím rozsahem.